# 장 루이 셰레
장 루이 셰레(Jean-Louis Scherrer, 1935년 2월 19일 ~ 2013년 6월 20일)는 프랑스 파리의 패션 디자이너이자 오트쿠튀르이다.
파리에서 태어나 파리 음악원에서 댄서로서 훈련을 했는데, 등을 다쳐 3개월 간 움직이지 못했다. 이후 패션 디자인으로 전향하기로 결심하고 이브 생로랑과 더불어 1956년 조수 디자이너 크리스티앙 디오르와 함께했다.